# 水沼窯
水沼窯（みずぬまよう）は、現在の宮城県石巻市に残る中世陶器の窯跡。北上川旧河口の近隣で発見され、平安時代末期の12世紀前半に開かれたとみられている。斜面を利用した半地下式の窯（窖窯）で分焔柱をともなっており、渥美焼の強い影響のもとで生まれた。渥美焼に見られる袈裟襷文を描いた壺が焼かれていたことから、奥州藤原氏が渥美焼を地元で作るために、尾張国などから工人を招聘して開窯させたと考えられている。